# إميل كيجوسكي
إميل كيجوسكي (بالألمانية: Emil Kijewski) (و. 1911 – 1989 م) هو راكب دراجة هوائية ألماني، ولد في دورتموند، توفي في دورتموند، عن عمر يناهز 78 عاماً.

## روابط خارجية
- إميل كيجوسكي على موقع أرشيف الدراجات (الإنجليزية)
- إميل كيجوسكي على موقع إحصائيات الدراجات الإحترافية (الإنجليزية)
- إميل كيجوسكي على موقع CycleBase (الإنجليزية)